# Amphibienfahrrad

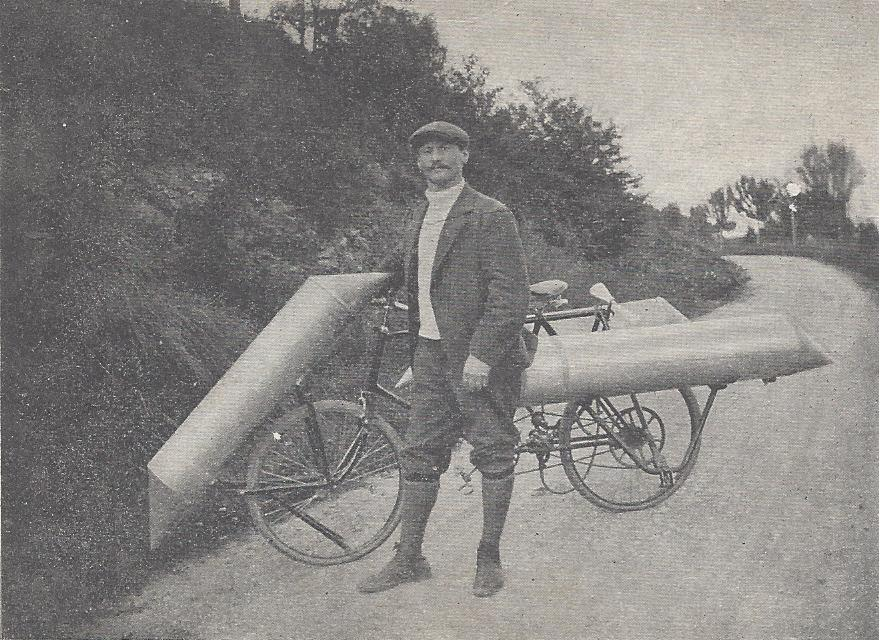
Amphibienfahrrad von Baumgartner und Hirth, Waldshut um 1910

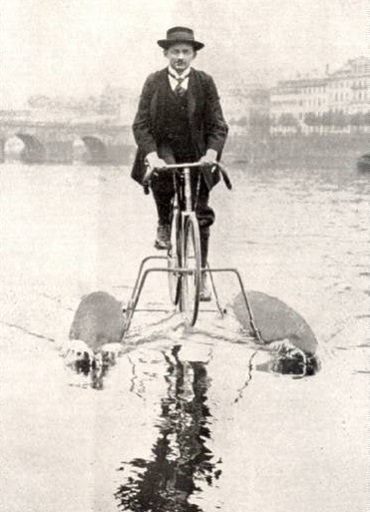
Julius Bettinger auf dem Neckar (1915)

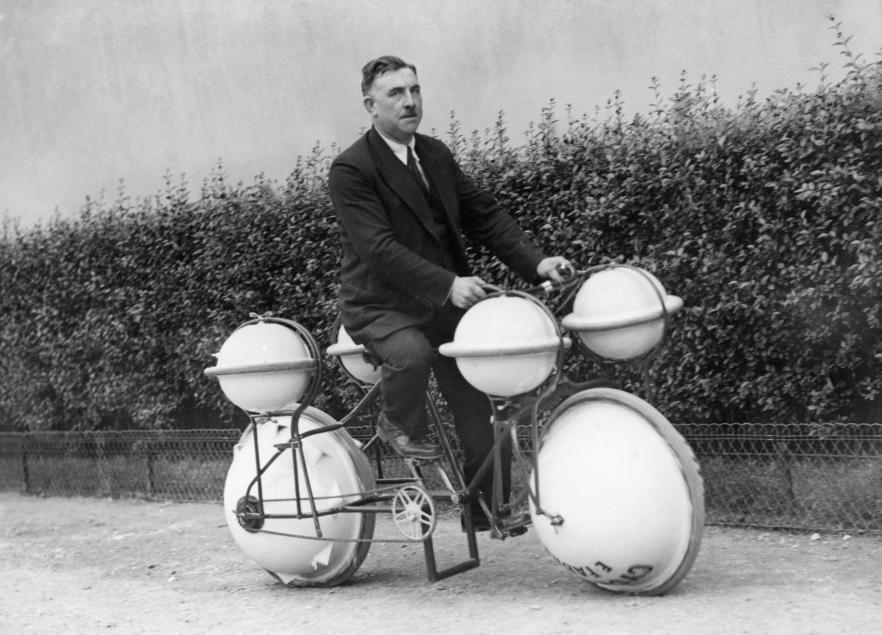
Amphibienfahrrad Cyclomer, Paris 1932

Ein Amphibienfahrrad ist ein Fahrrad, das als Amphibienfahrzeug sowohl auf dem Land als auch auf der Wasseroberfläche mit Pedalantrieb fahren kann. Dabei gibt es solche, die ohne Absteigen direkt ins Wasser fahren können und „halbamphibische“, die im Wasser stehend oder an Land umgebaut und gewassert werden.

## Amphibieneinräder
Wiederholt entstanden schwimmende Einräder von rund 3 m Durchmesser, entweder mit einem Art Liegerad drinnen, oder häufiger als Tretrad gebaut mit z. B. 12 Schwimmkörpern als Stufen wie das Gefährt mit dem Mike Tomkin 1984 die Themse befuhr. Noch viel häufiger sind aufblasbare Kugeln mit einer gehenden Person drin. Alle diese Spaßgeräte sind nicht als Amphibienfahrrad gedacht, denn nur bedingt brauchbar, jedoch sind sie trotzdem echte von menschlicher Kraft bewegte Amphienbienfahrzeuge.

## Amphibienzweiräder
Da die landseitige dynamische Stabilität von Zweirädern auf dem Wasser nicht funktioniert, benötigen diese mehrere, landseitig mindesten hochgeklappte Schwimmkörper zusätzlich zu den Rädern. Beim direkten Hineinfahren ins Wasser tauchen mindestens Teile der Räder und oft auch die Pedale und Füße. Somit platzieren die meisten Konstruktionen das Fahrrad ganz über der Wasserlinie, was einen (halbamphibischen) Umbau erfordert. Dieser erfolgt mindestens durch Betätigung eines Mechanismus, meistens jedoch von Hand, indem z. B. Pontons montiert und Antriebselemente an den Pedalen oder am Hinterrad angebracht werden.
Das in den 1880er Jahren entwickelte Sicherheitsniederrad regte die Entwicklung von Amphibienfahrrädern an. Trotz starker Medienpräsenz gelang es nicht die Modelle jemals in größeren Serien zu bauen und vermarkten, sofern sie überhaupt weiter gediehen als zu Patentbeschrieben oder Einzelstücken. Die naheliegende und einfache Bauweise des Amphibienfahrrades sorgte jedoch dafür, dass es seit über 100 Jahren immer neu in unterschiedlichen Varianten und Lösungen erfunden wurde. Den Auftrieb bewirken ein bis acht (beim Prototyp von Li Weiguo) Pontons. Die häufigsten Antriebsmöglichkeiten sind der Propeller-, Schaufelrad- oder Paddelantrieb.
Das erste bekannte funktionstüchtige und erprobte Amphibienzweirad wurde 1910 von Alfred Baumgartner und Hirt, Mitarbeitern der Maschinenfabrik Christian Mann aus Waldshut im Südschwarzwald entwickelt. Am 10. August 1913 demonstrierte Baumgartner die Tauglichkeit durch eine kombinierte Tour zu Wasser und zu Land auf dem Rhein von Waldshut nach Laufenburg (Baden) mit einer Distanz von jeweils 20 km. Eine Patentanmeldung in allen europäischen Ländern folgte. Das Modell ging jedoch nicht in Serie.
Der Radsportler und Erfinder Julius Bettinger entwickelte um 1915 ein Amphibienfahrrad als aufblasbaren Katamaran mit durch die Pedale bewegten Antriebspaddeln.
E. Fabry präsentierte 1932 auf einer Pariser Messe sein Amphibienfahrrad Cyclomer mit zwei großen Kugelrädern. Dank vier ausklappbaren Wasserstützrädern kann direkt ins Wasser gefahren werden, ein kurzer Umbau muss trotzdem erfolgen. Eine Serienproduktion ist nicht bekannt.
2006 wurde Saidullah’s Bicycle, die Konstruktion eines indischen Tüftlers, von den BBC News und Discovery Channel bekannt gemacht.

## Amphibiendreiräder

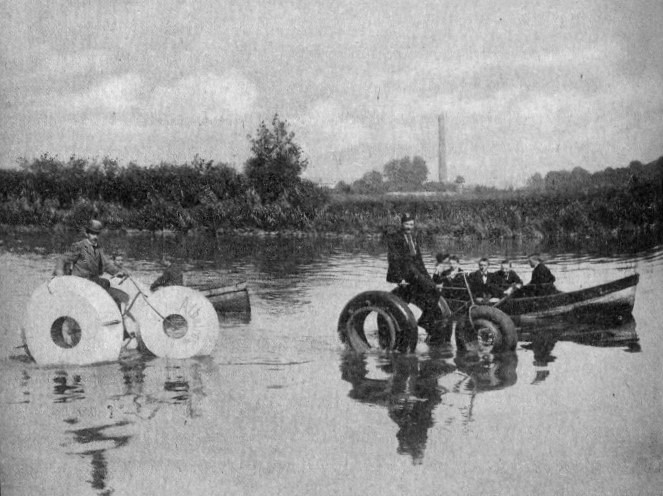
Wenkels Wasserfahrrad 1895

Ende der 1860er Jahre entstanden erste Entwürfe und Patentanmeldungen für dreirädrige Kugel- oder Scheiben-Velocipede, die zu Land und Wasser eingesetzt werden konnten. 1869 patentierte der Amerikaner David Farmer ein Land & Water Velocipede mit Hebelantrieb und nicht ganz nachvollziehbarer Funktion.
In den 1880er und 1890er Jahren entstanden neue Entwürfe und Fahrzeuge. Der belgische Ingenieur Cooman entwickelte 1883 ein Dreirad mit großen schwimmenden Rädern. Im selben Jahr fuhr der Engländer William Terry sein ganz anderes halb-amphibisches Dreirad von London nach Saint Denis, mit Paris als dem ursprünglichen Ziel. Für die ersten 58 Meilen nach Canterbury benötigte er 13 Stunden. Am Wasser angekommen wurde das Fahrzeug umgebaut, was eine halbe Stunde dauerte. Die beiden großen Vorderräder waren teilbar und wurden zu einem Rahmen eines Ruder-Faltboots mit 3,6 m Länge und 1,2 m Breite. Terry benötigte 8 Stunden für die Überfahrt.
Die französische Armee unternahm Ende der 1880er Jahre Versuche, Telefonkabel mit dreirädrigen Kugel-Velocipeden zu Land und Wasser zu verlegen.
1891 patentierte der Münchner Georg Pinkert sein wassergängiges Dreirad mit großen hohlen Reifen. Bei diesem Modell erfolgte der Antrieb im Wasser durch abstehende Lamellen an den Hinterrädern und an Land mittels festen Gummireifen. Pinkert unternahm 1894 den Versuch mit seinem Gefährt den Ärmelkanal zu überqueren und schaffte die Hälfte.
1895 machte der Berliner Ingenieur Max Wenkel auf der Leine und Ihme bei Hannover Versuche mit seinem Wasserdreirad. Es wurde im Auftrag einer Gummifabrik entwickelt, um am Wasser liegende Pflanzungen in Südamerika bequemer zu erreichen.
Thore J. Olsen aus Chicago stellte 1896 sein Water and Land Vehicle vor.
Das Dreirad mit zwei großen angetriebenen Hinterrädern hatte Paddel neben den Speichen und dazwischen hing ein Katamaran, mit dem steuerbaren Vorderrad zwischen den Schwimmkörpern. Es konnte direkt ins Wasser gefahren werden, ohne nasse Füße.
Ernesto Octavio Moraga aus Buenos Aires, Argentinien stellte 1969 sein Cyclo Amphibious vor, für das er 1971 ein US-Patent erhielt.
Aktuell gibt es zahlreiche kommerzielle Nachbauten für den Mietmarkt an Stränden. Typischerweise mit hohlen Rädern aus PE und über 200 kg Kapazität für zwei Personen.

## Pontonzurüstung für Fahrräder

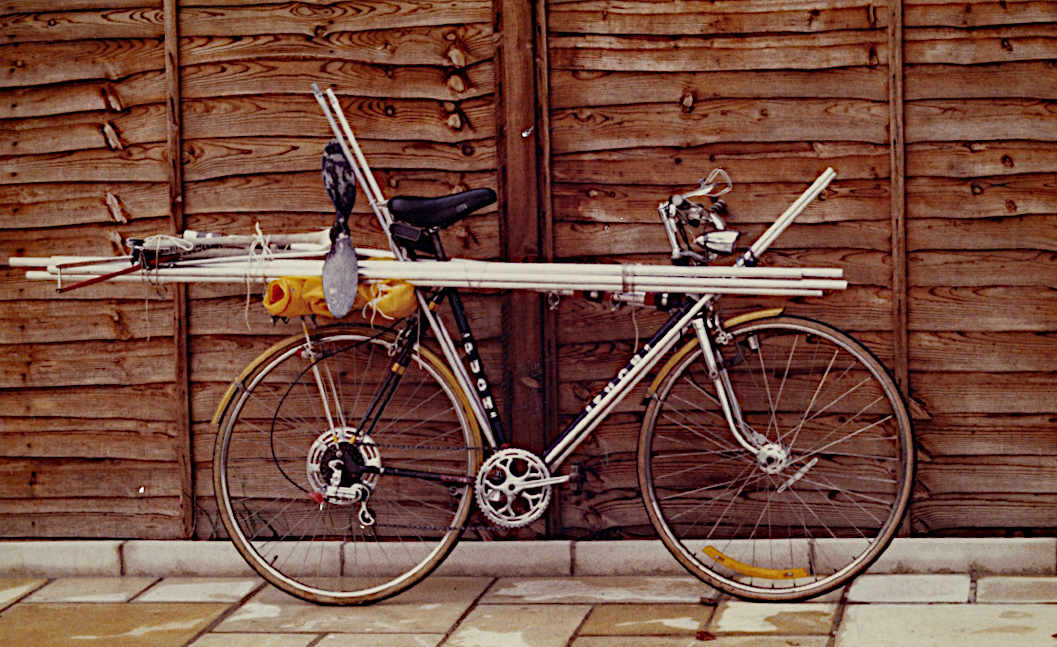
Amphiped im Strassen-Modus

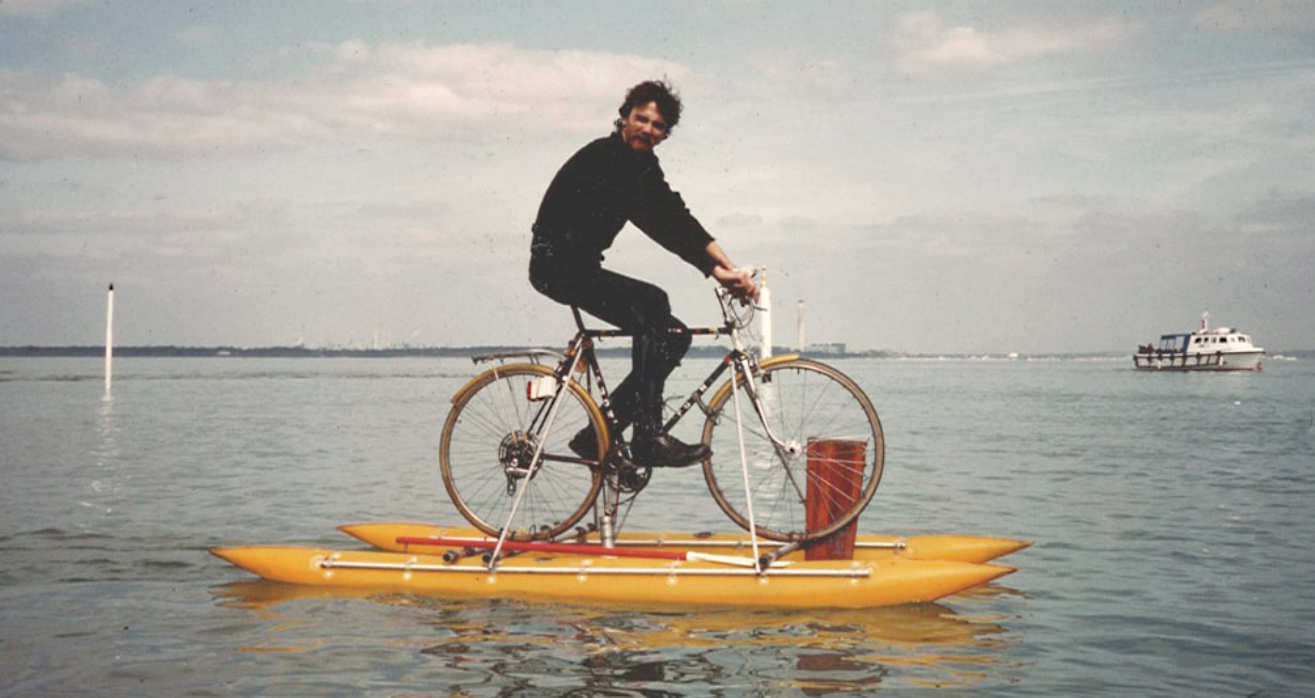
Amphiped auf dem Solent, 1984

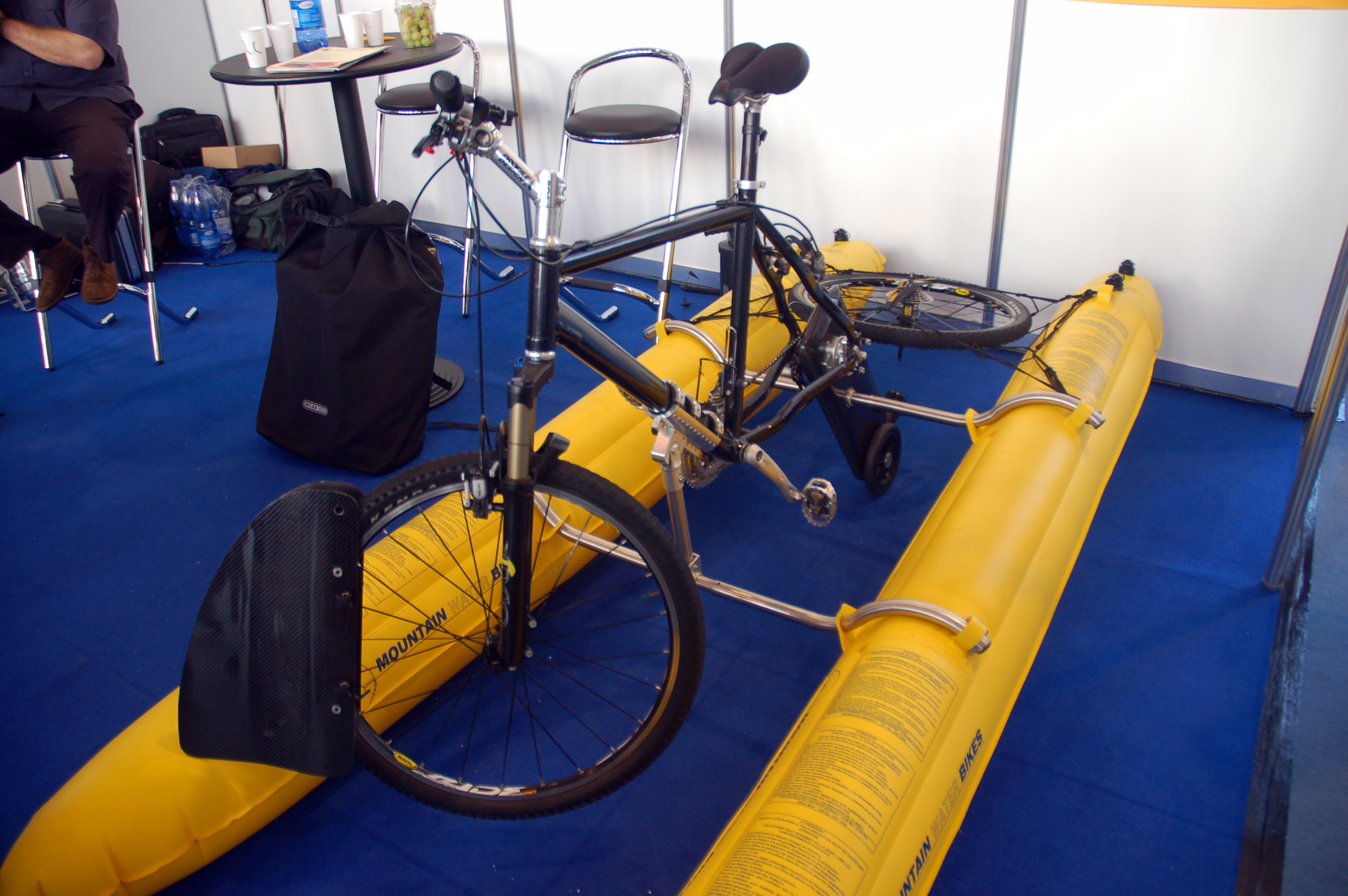
Pontonzurüstung für Fahrräder, Bootsmesse Berlin 2009

Schon die ersten Amphibienzweiräder bestanden aus normalen Fahrrädern mit zusätzlichen teils aufblasbaren Pontons. 1984 entstand in Südengland das Amphiped, das für Touren und Wettbewerbe im Einsatz stand. Anschließend wurde es vergrößert und als Dreirad damit versucht von London nach Paris zu fahren, jedoch wetterbedingt wenige Kilometer von der Küste entfernt aufgegeben. Zur selben Zeit entwickelte der Bopfinger Johannes Gebler ein sehr ähnliches Amphibienfahrrad mit 7 km/h Spitzengeschwindigkeit und überquerte damit den Bodensee von Immenstaad nach Gütingen und versuchte ebenfalls erfolglos den Ärmelkanal. 1992 baute Bernhard Flückiger aus Châbles (FR) sein Hydrobike mit drei kurzen Doppelschimmern und ebenfalls Propellerantrieb.
Eine 1992 entwickelte und in Serie gegangene Variante stellt das SBK Engineering Shuttle-Bike dar, das konventionellen Mountainbikes mit wenigen Handgriffen ein Pontongestell mit Propellerantrieb untersetzt. Der zerlegbare Untersatz samt pedalbetriebene Pumpe findet in einem Rucksack Platz.
In einer Folge von Kesslers Expedition des RBB benutzte Michael Kessler ein solches Fahrrad mit Pontons mit Pedalantrieb zur Schiffsschraube für die Folge Auf Schwimmkufen rund um Berlin.

## Anhänger
1950 erhielt Kurt Lipski aus Berlin Patent DE815307C für die Lösung mittels eines Falt-Katamarans, der sich zu einem Fahrradanhänger umbauen ließ. Für auf dem Wasser wurde nach Entfernung sämtlicher Räder ein Tandem darauf montiert, die Kette zum Antrieb zweier Schaufelräder benutzt und ein hinteres Steuerruder montiert.
2023 demonstrierte Clemens Winter auf dem Rhein sein faltbares Flachboot, das als Fahrradanhänger von einem Faltrad gezogen wird. Auf dem Wasser wird es gepaddelt, wie auch eine frühere Katamaran-Version. Auf diese Weise ist jede maßstäblich passende halbamphibische Fahrrad-Boot Kombination möglich.

## Raupenfahrzeuge und Luftkissenfahrzeuge
Fahrzeuge mit genügend Auftrieb in den Raupengliedern können prinzipiell über Land und Wasser fahren und sogar über Schlamm oder Gestrüpp. Das Konzept wurde immer wieder vorgeschlagen, um speziell im Wasser besonders schnell fahren zu können, weil die Flächen-Reibung an einer Bootshaut entfallen kann. Theoretisch sind hohe Geschwindigkeiten möglich, jedoch gibt es zusätzliche Widerstände durch viele Räder mit ihren Lagern und durch einen zwangsweise großen aerodynamischen Querschnitt.
In der Praxis wurde zumindest ein solches Fahrzeug durch Studenten der Technischen Universität Hamburg-Harburg realisiert: die TUUHsnelda. Sie wurde in Wettbewerben 1991 in Danzig und 1992 in Flensburg betrieben. Der „Katamaran“ hatte zwei Raupen mit je 32 rechteckigen Auftriebselementen. Der Rahmen mit zwei Pedalplätzen wurde durch zwei Endräder und zwei Rollen in jeder Raupe über Wasser gehalten. Die beste gemessene Geschwindigkeit über einer Messstrecke von 1500 m war 2 m/s. Es zeigte sich, dass die Raupen beim Ein- und Austauchen stark spritzen.
Luftkissenfahrzeuge des Typs Vollhovercraft sind amphibisch. Solche mit Muskelkraft können sich während einer eingeschränkten Betriebsdauer fortbewegen. Von 2002 bis mindestens 2016 war Steamboat Willy des Teams Chris Roper in Betrieb. Es konnte auf einer glatten Oberfläche von fast einer beliebigen Person zum Abheben gebracht werden und von starken Personen auch über Wasser und mittels Luftpropeller etwa im Lauftempo fortbewegt werden. Es konnte ab Rampe oder Strand ins Wasser gleiten (Videos 2 und 4). Vom Wasser ganz auf das Land gelang nur auf sehr flachem Gelände, da Propeller stark an Wirkungsgrad einbüßen, wenn sie stark belastet werden, wie das bei Steigungen geschieht.